# Morphopsis biakensis
Morphopsis biakensis is een vlinder uit de familie Nymphalidae. De wetenschappelijke naam van de soort is voor het eerst geldig gepubliceerd in 1916 door James John Joicey & George Talbot.